# HARTs 5 – Geld ist nicht alles
HARTs 5 – Geld ist nicht alles ist eine deutsche Drama-Komödie des deutschen Regisseurs Julian Tyrasa aus dem Jahr 2013 mit den Hauptdarstellern Frank Dukowski, Dirk Dreißen und Uli Engelmann. Der Film ist eine Low-Budget-Produktion mit einem insgesamten Budget von lediglich rund 5000 Euro.
Der Film wurde ab dem 12. September 2013 in Kinos in Berlin und Dortmund gezeigt.

## Handlung
Der Hauptdarsteller Frank Dukowski lebt mit seinen Freunden Tobias, Kurt und Josef in Berlin. Die vier Protagonisten kennen sich schon seit ihrer Kindheit. Aus den anfänglichen Träumen von einem erfolgreichen Leben ist bei keinem etwas geworden. Zurzeit sind sie alle arbeitslos und haben keinerlei Perspektive auf eine Verbesserung der Lebensumstände. Auch deshalb ist Frustration ein ständiger Begleiter in ihrem Leben.
Als sie durch einen Zufall erfahren, dass der Investor Ernst Siebold aus dem ehemaligen Kindergarten in Prenzlauer Berg abreißen und ein Luxus-Town-House errichten möchte, versuchen sie den Plan mit allen Mitteln zu durchkreuzen.

## Kritiken
„Eine kleine sozial-bissige, menschliche und sehr charmante Robin-Hood-Komödie aus dem Prenzlauer Berg. Die Darsteller sind klasse, die Pointen sitzen oft berauschend gut.“

„Berlin-Komödie mit Nachhaltigkeitsfaktor. Möglich, dass HARTs 5 irgendwann als Doku über eine verlorene Zeit brilliert.“

„Ein sehenswertes Stück Kino, nicht zuletzt wegen der glänzend aufgelegten Darsteller.“

„Wenig Geld, viel Mut: Weniger ist mehr!“

„Ein engagierter Film, der von seinem Witz und Charme lebt und nicht zuletzt von etwas, das für Geld nicht zu kaufen ist: Haltung.“

„Eine bemühte Low-Budget-Produktion, die sich an einer grotesken Loser-Komödie abarbeitet, aber über hölzerne Dialoge und hanebüchene Geschehnisse kaum hinauskommt.“